# MD4
MD4 er en kryptografisk hashfunktion designet af R. Rivest i 1990. Som andre lignende funktioner anvendes MD4 til beskyttelse af elektroniske data, f.eks. i forbindelse med transmissioner over åbne netværk. 
Funktionen tager som input beskeder af størrelse op til 264 bits og returnerer en 128-bits hash-værdi. Allerede i 1991 blev det første angreb på en reduceret udgave af MD4 publiceret. Dette medførte at designeren samme år publicerede en ny, forstærket udgave, kaldet MD5.

## Beskrivelse
MD4 opererer med en 128-bits tilstand, som iterativt opdateres af en 512-bits besked-blok i det, der kaldes 'kompressionsfunktionen'.

### Kompressionsfunktionen
Kompressionsfunktionen tager en tilstand på 128 bits og en beskedblok på 512 bits, og returnerer en ny tilstand på 128 bits. Den kan beskrives på følgende måde: Lad input-tilstanden være {\displaystyle h=(a,b,c,d)}, hvor {\displaystyle a,b,c,d} er ord af hver 32 bits. Besked-blokken på 512 bits kaldes {\displaystyle M=m_{1},...,m_{16}}. Disse 16 ord udvides til 48 ord {\displaystyle w_{1},...,w_{48}}, som blot er tre forskellige permutationer af {\displaystyle M}. Opdateringen af tilstanden {\displaystyle h} sker over 48 trin, hvor {\displaystyle w_{i}} er input til trin {\displaystyle i}. De 48 trin kan opdeles i tre såkaldte runder af 16 trin hver. I hver runde benyttes et ord fra {\displaystyle M} altså præcist een gang. 
Odateringen (trin {\displaystyle i}) ser ud som følger:
{\displaystyle a\gets (f_{i}(d,c,b)+a+w_{i}+k_{i})\lll s_{i},}
hvor {\displaystyle f_{i}} er en funktion som er unik for hver runde, {\displaystyle k_{i}} er en 32-bits konstant som er unik for hver runde, {\displaystyle s_{i}} er en værdi mellem 0 og 31 som skifter for hvert trin, {\displaystyle +} betyder addition modulo 232, og {\displaystyle x\lll s} betyder {\displaystyle x} roteret bitvist {\displaystyle s} pladser til venstre. Den nævnte operation efterfølges af en flytning af ord således at {\displaystyle d} får værdien af {\displaystyle c}, {\displaystyle c} får værdien af {\displaystyle b}, {\displaystyle b} får værdien af {\displaystyle a}, og {\displaystyle a} får den gamle værdi af {\displaystyle d}. I en praktisk implementation sker denne flytning implicit.
Funktionerne {\displaystyle f_{i}} er bitvise funktioner. De er defineret som følger:
{\displaystyle f_{i}(x,y,z)=(x\land y)\lor (\neg x\land z)} for {\displaystyle i} mellem 1 og 16,
{\displaystyle f_{i}(x,y,z)=(x\land y)\lor (x\land z)\lor (y\land z)} for {\displaystyle i} mellem 17 og 32, og
{\displaystyle f_{i}(x,y,z)=x\oplus y\oplus z} for {\displaystyle i} mellem 33 og 48.
Konstanterne {\displaystyle k_{i}} er (i hexadecimal) henholdsvis 0, 5a827999 og 6ed9eba1 i henholdsvis runde 1, 2 og 3. Rotationskonstanterne {\displaystyle s_{i}} er
3, 7, 11, 19, 3, 7, ... i runde 1,
3, 5, 9, 13, 3, 5, ... i runde 2, og
3, 9, 11, 15, 3, 9, ... i runde 3.
Permutationerne af {\displaystyle M} kan findes i tabellen herunder. I række {\displaystyle j} findes permutationen i runde {\displaystyle j}.
| 1 | 2 | 3 | 4  | 5 | 6  | 7  | 8  | 9 | 10 | 11 | 12 | 13 | 14 | 15 | 16 |
| 1 | 5 | 9 | 13 | 2 | 6  | 10 | 14 | 3 | 7  | 11 | 15 | 4  | 8  | 12 | 16 |
| 1 | 9 | 5 | 13 | 3 | 11 | 7  | 15 | 2 | 10 | 6  | 14 | 4  | 12 | 8  | 16 |

### Padding
Da MD4 accepterer beskeder af næsten vilkårlig længde, og da kompressionsfunktionen som beskrevet ovenfor arbejder med 512-bits blokke ad gangen, er der defineret en metode til at udvide enhver besked til en længde som er et multiplum af 512 bits (dette kaldes 'padding'). Dette gøres ved først at tilføje bit'en 1, dernæst tilføjes {\displaystyle u} 0-bits, og til sidst tilføjes en 64-bits repræsentation af længden af den oprindelige besked. Her er {\displaystyle u} valgt netop således, at den samlede længde af den 'paddede' besked er et multiplum af 512 bits. Denne padding-regel sikrer, at beskeder som er forskellige inden padding, også er forskellige efter padding.

### Iteration
Kompressionsfunktionen som beskrevet ovenfor 'spiser' 512 bits ad gangen. For at større beskeder kan behandles må kompressionsfunktionen kaldes flere gange. Lad {\displaystyle H} være kompressionsfunktionen med to inputs, den gamle tilstand og besked-blokken. En initiel tilstandsværdi (IV) {\displaystyle h_{0}} er defineret som (67452301,10325476,98badcfe,efcdab89), skrevet i hexadecimal og opdelt i 32-bits ord. For hver 512-bits besked-blok {\displaystyle m_{1},...,m_{t}}, udføres {\displaystyle h_{i}=H(h_{i-1},m_{i})+h_{i-1}}, hvor additionen udføres modulo 232 på de fire tilstandsord enkeltvis (denne addition er strengt taget en del af kompressionsfunktionen). Den sidste tilstand {\displaystyle h_{t}} er hash-værdien af beskeden.
Denne iterative brug af kompressionsfunktionen, samt padding med beskedens oprindelige længde, kaldes Merkle-Damgård-konstruktionen.

## Eksempler
Nogle eksempler på hash-værdier (angivet i hexadecimal) af korte tekststrenge er givet herunder.
```
MD4("") = 31d6cfe0d16ae931b73c59d7e0c089c0
MD4("0123456789") = a695ea9f14a89c4e82ca5cf52a28d45d
MD4("Wikipedia") = e2a059b14fc07a3c78c7b74027a323ec

```

Enhver ændring af beskeden medfører at gennemsnitligt ca. 64 bits af hash-værdien ændres. Eksempel:
```
MD4("Wikipedib") = 2cf896ca02711a90ef58ea10878a32ee

```

## Betydning
MD4 har dannet baggrund for en lang række ofte anvendte hashfunktioner. Den umiddelbare efterfølger MD5 er et godt eksempel, men også SHA-familien, designet og standardiseret af de amerikanske myndigheder, er baseret på MD4. Herudover er den europæiske RIPEMD en variant af MD4. Som følge af en lang række angreb på stort set samtlige hashfunktioner baseret på MD4 er der dog opstået usikkerhed om hvorvidt det grundlæggende design er fornuftigt.

## Angreb
De første angreb på MD4 så dagens lys allerede året efter hashfunktionen blev publiceret. B. den Boer og A. Bosselaers fandt en metode til at finde kollisioner (dvs. to forskellige beskeder med samme hash-værdi) i en variant af MD4, hvor kun de sidste to runder er medtaget. S. Vaudenay beskrev en metode til at finde kollisioner i en variant hvor sidste runde er udeladt. Det første succesfulde angreb på den egentlige MD4-algoritme blev publiceret i 1996 af H. Dobbertin, som fandt kollisioner på få sekunder. Senere er en endnu hurtigere metode blevet beskrevet af X. Wang et al. På baggrund af disse angreb må MD4 betragtes som uegnet til brug i applikationer som kræver kryptografisk sikkerhed.